# Хімічне лігування
Хімічне лігування — набір методів, що використовуються для штучного створення довгих пептидів або білкових ланцюгів. Це другий крок конвергентного синтезу.
Спочатку пептиди довжиною 30—50 амінокислот отримують за допомогою традиційного синтезу пептидів. Після цього з обох кінців пептидів прибирають захисні групи. Хімічне лігування — метод з'єднання цих пептидів у єдиний поліпептидний ланцюг за допомогою селективної хімічної реакції, щоб приводить до утворення єдиного унікального продукту, зазвичай в водному розчині. Використовуючи кілька кроків такої реакції, зазвичай вдається отримувати поліпептиди розміром до 200—300 амінокислот.